# Бризгін Віктор Аркадійович
Ві́ктор Арка́дійович Бри́згін (*22 серпня 1962, Луганськ) — український легкоатлет, олімпійський чемпіон в естафеті 4×100 у складі збірної СРСР. Почесний громадянин Луганська.
Віктор Бризгін тренувався у спортивному товаристві «Динамо» у Луганську (Ворошиловграді). Вперше на міжнародних змаганнях виступив на чемпіонаті світу з легкої атлетики 1983 року в Гельсінкі. Там він добрався до чвертьфіналу в бігу на 100 метрів і здобув бронзову медаль у естафеті в складі збірної Радянського Союзу. На чемпіонаті Європи 1986 року Бризгін прибіг останнім у фіналі стометрівки, але виграв золоту медаль в естафеті.
На чемпіонаті світу 1987 року в Бризгін фінішував п'ятим на стометрівці і, разом із командою, другим в естафеті. На сеульській Олімпіаді Бризгін біг на першому етапі естафети, яка, за відсутності американської збірної, виграла золоту медаль. У 1988 році йому присвоїли звання заслуженого майстра спорту СРСР. Останнім виступом Бризгіна на міжнародній арені став чемпіонат світу 1991 року, на якому він разом із командою фінішував сьомим в естафеті.
Його дружина, Ольга Бризгіна, теж знаменита спортсменка, триразова олімпійська чемпіонка. Дочка Єлизавета Бризгіна також успішна спортсменка.